# The Animals on Tour
The Animals on Tour es el segundo álbum de estudio de la banda de rock británica The Animals, publicado por MGM Records en febrero de 1965. El álbum incluyó los sencillos "I'm Crying" y "Boom Boom".

## Lista de canciones

### Lado A
1. "Boom Boom" (John Lee Hooker) – 2:57 [edited version without guitar solo]
2. "How You've Changed" (Chuck Berry) – 3:10
3. "Mess Around" (Ahmet Nugetre) – 2:18
4. "Bright Lights, Big City" (Jimmy Reed) – 2:52
5. "I Believe to My Soul" (Ray Charles) – 3:23
6. "Worried Life Blues" (Big Maceo Merriweather) – 4:09

### Lado B
1. "Let the Good Times Roll" (Leonard Lee) – 1:52
2. "I Ain't Got You" (Calvin Carter) – 2:27
3. "Hallelujah I Love Her So" (Ray Charles) – 2:43
4. "I'm Crying" (Alan Price, Eric Burdon) – 2:49
5. "Dimples" (John Lee Hooker, James Bracken) – 3:15
6. "She Said Yeah" (Roddy Jackson, Sonny Christy) – 2:19

## Créditos
- Eric Burdon – voz
- Alan Price – teclados
- Hilton Valentine – guitarra
- Chas Chandler – bajo
- John Steel – batería